# Spring Valley (New York)
Pour les articles homonymes, voir Spring Valley.
Spring Valley est un village de l'État de New York. Au recensement de 2010, la population de la ville était de 31 347 habitants. Il fait partie du circuit du Metro-North Railroad.

## Démographie
| Groupe            | Spring Valley | New York | États-Unis |
| ----------------- | ------------- | -------- | ---------- |
| Blancs            | 39,4          | 66,8     | 72,4       |
| Afro-Américains   | 36,9          | 15,9     | 12,6       |
| Autres            | 15,7          | 7,5      | 6,4        |
| Asiatiques        | 3,8           | 7,3      | 4,8        |
| Métis             | 3,7           | 3,0      | 2,9        |
| Amérindiens       | 0,6           | 0,6      | 0,9        |
| Total             | 100           | 100      | 100        |
|                   |               |          |            |
| Latino-Américains | 30,6          | 17,6     | 16,7       |

Selon l'American Community Survey, pour la période 2011-2015, 34,66 % de la population âgée de plus de 5 ans déclare parler l'anglais à la maison, 27,14 % déclare parler l'espagnol, 20,23 % le créole haïtien, 9,84 % le yiddish, 1,81 % le russe, 1,25 % l'hébreu, 1 % l'ourdou, 0,84 % le français, 0,75 % le polonais et 2,41 % une autre langue.
En 2018, la population afro-américaine de Spring Valley est majoritairement originaire des Caraïbes, les Haïtiano-Américains représentent 17,7 % de la population, alors que les Jamaïcano-Américains en représentent 3 %. La population latina est quant à elle principalement composée d’Équatoro-Américains (9,8 % de la population totale) et  Guatelmato-Américains (9,5 %).